# Porte de Vienne
La Porte de Vienne (hongrois : Bécsi kapu, prononcé [ˈbeːtʃi ˈkɒpu]) est un édifice situé dans le 1er arrondissement de Budapest. Il constitue un passage en arc dans le prolongement de la muraille entourant le quartier du château. Il tient son nom du fait qu'il reliait la vieille ville à la route nationale relient la capitale hongroise à Vienne. Au Moyen Âge, la porte portait le nom de "Porte du Samedi" (Szombati-kapu) en référence au jour pendant lequel se tenait la foire sur la petite place à proximité. De nos jours, la porte fait office de péage urbain.
La porte se trouve à proximité des Archives nationales hongroises (Magyar Országos Levéltár).